# Gustawów (powiat tomaszowski)
Gustawów – wieś w Polsce położona w województwie łódzkim, w powiecie tomaszowskim, w gminie Rzeczyca.
W latach 1975–1998 miejscowość administracyjnie należała do województwa piotrkowskiego.